# جيورجي سيلاجي (سياسي)
جيورجي سيلاجي هو سياسي مجري، ولد في 11 نوفمبر 1966 في بودابست في المجر. انتخب عضو الجمعية الوطنية المجرية ‏ وقد انضم خلال فترته النيابية ‏ للكتلة البرلمانية يوبيك وفي الانتخابات البرلمانية المجرية 2014 ‏، انتخب عضو الجمعية الوطنية المجرية ‏ وقد انضم خلال فترته النيابية ‏ (6 مايو 2014 – ) للكتلة البرلمانية يوبيك.